# Néoi Epivátes
Néoi Epivátes är en ort i Grekland.   Den ligger i prefekturen Nomós Thessaloníkis och regionen Mellersta Makedonien, i den norra delen av landet, 290 km norr om huvudstaden Aten. Néoi Epivátes ligger 45 meter över havet och antalet invånare är 5 077.
Terrängen runt Néoi Epivátes är huvudsakligen platt, men österut är den kuperad. Havet är nära Néoi Epivátes norrut.Runt Néoi Epivátes är det ganska tätbefolkat, med 96 invånare per kvadratkilometer. Närmaste större samhälle är Thessaloníki, 16,2 km norr om Néoi Epivátes. Trakten runt Néoi Epivátes består till största delen av jordbruksmark.